# Resolução 264 do Conselho de Segurança das Nações Unidas
A Resolução 264 do Conselho de Segurança das Nações Unidas aprovada em 20 de março de 1969, depois que uma resolução da Assembleia Geral terminou o mandato da Sudoeste Africano (Namíbia).
De acordo com a UNSCR 264, as Nações Unidas assumiu a responsabilidade direta pelo território e declarou a presença contínua da África do Sul na Namíbia como ilegal, conclamando o Governo da África do Sul a se retirar imediatamente.
O Conselho de Segurança condenou a recusa da África do Sul de cumprir as resoluções anteriores, declarou que a África do Sul não tinha o direito de promulgar a Lei de Assuntos do Sudoeste Africano e que as ações sul-africanas foram planejadas para destruir a unidade nacional e a integridade territorial da Namíbia dos bantustões. O Conselho decidiu que, em caso de falha do Governo da África do Sul em cumprir as disposições da presente resolução, reunir-se-ia imediatamente para determinar as medidas necessárias a serem tomadas. Deu ao secretário-geral das Nações Unidas a responsabilidade de acompanhar a implementação da resolução e informar o Conselho de Segurança.
A resolução foi aprovada com 13 votos a favor; A França e o Reino Unido abstiveram-se.